# Märkische Höhe
Märkische Höhe ist eine amtsangehörige Gemeinde im Landkreis Märkisch-Oderland in Brandenburg (Deutschland). Sie wird vom Amt Märkische Schweiz (bis 2021: Amt Neuhardenberg) verwaltet.

## Geografie

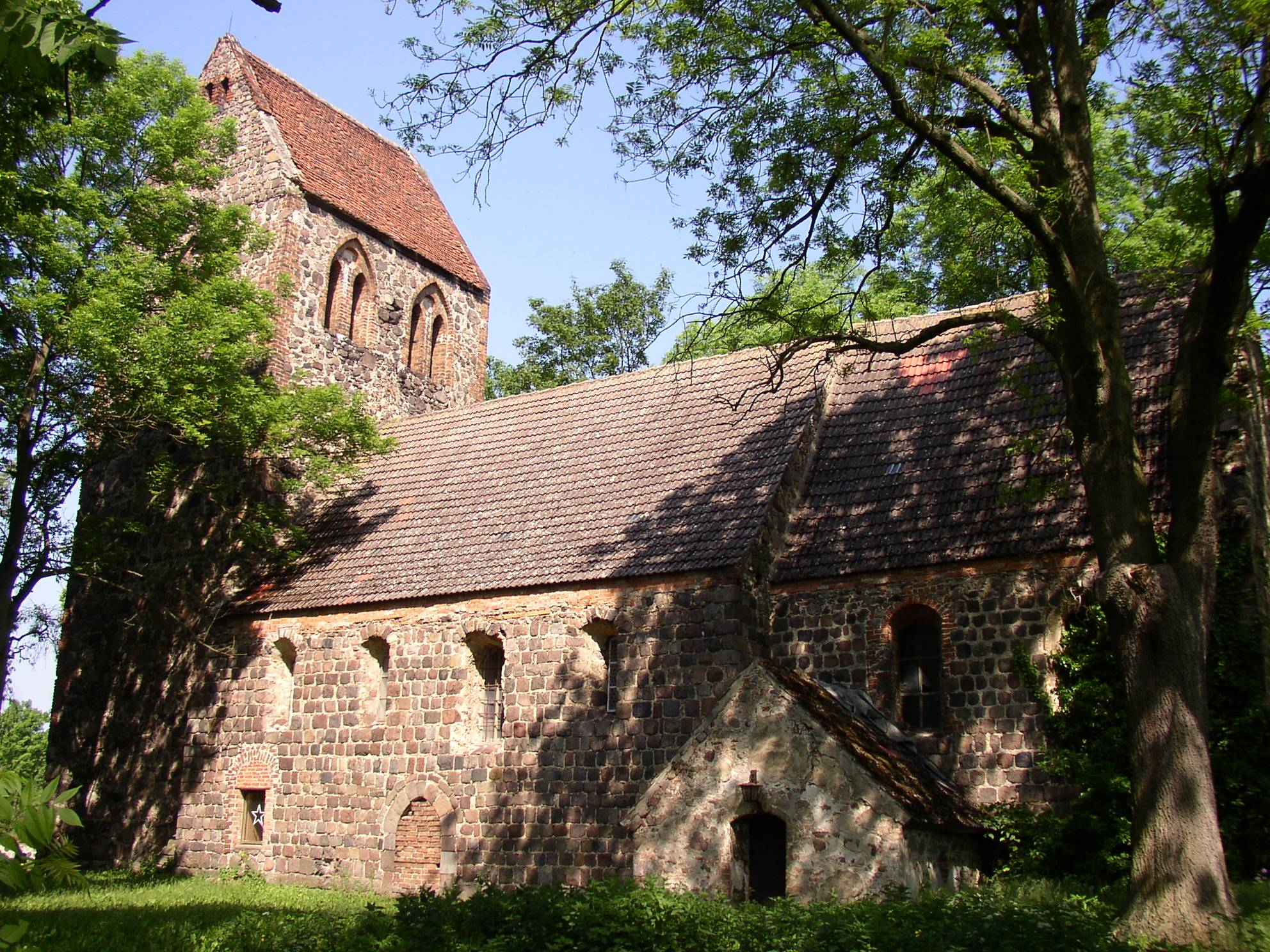
Kirche in Ringenwalde

Die Gemeinde liegt am nördlichen Rand des Naturparks Märkische Schweiz, zwischen Seelow und Bad Freienwalde (Oder). Im Süden schließt das Naturschutzgebiet Stobbertal das Gemeindegebiet ab. Es grenzt im Norden an die Gemeinden Reichenow-Möglin und Bliesdorf (Amt Barnim-Oderbruch), im Osten an die Gemeinde Neuhardenberg (Amt Seelow-Land), im Süden an die amtsfreie Stadt Müncheberg und die amtsangehörige Stadt Buckow (Märkische Schweiz) sowie die Gemeinde Oberbarnim (beide Amt Märkische Schweiz).

## Gemeindegliederung
Die Gemeinde besteht aus den Ortsteilen:
- Batzlow
- Reichenberg mit dem bewohnten Gemeindeteil Julianenhof
- Ringenwalde

## Geschichte
Die Gemeinde entstand am 31. Dezember 2001 durch den freiwilligen Zusammenschluss der bis dahin selbstständigen Gemeinden Batzlow, Reichenberg und Ringenwalde. Die ältere Geschichte ist die Geschichte der drei Einzelgemeinden.
Die drei Gemeinden gehörten von 1817 bis 1952 zum Landkreis Oberbarnim in der preußischen Provinz Brandenburg (1947–1952 im Land Brandenburg), 1952–1990 zum Kreis Strausberg im DDR-Bezirk Frankfurt (Oder). Sie wurden im Zuge der Ämterbildung in Brandenburg am 16. Juli 1992 dem Amt Neuhardenberg zugeordnet. Im Jahre 1993 wurde aus den damaligen Kreisen Bad Freienwalde, Seelow und Strausberg der neue Landkreis Märkisch-Oderland gebildet. Die Gemeinde verblieb dabei unter der Verwaltung des Amtes Neuhardenberg, das Ende 2021 aufgelöst wurde.

## Bevölkerungsentwicklung
| Jahr | Batzlow | Reichenberg | Ringenwalde |      | Jahr | Märkische Höhe |  |
| ---- | ------- | ----------- | ----------- | ---- | ---- | -------------- |  |
| 1875 | 318     | 247         | 318         | 2001 | 707  |                |  |
| 1910 | 242     | 250         | 252         | 2005 | 666  |                |  |
| 1939 | 366     | 258         | 207         | 2010 | 596  |                |  |
| 1946 | 424     | 284         | 265         | 2015 | 576  |                |  |
| 1950 | 403     | 348         | 289         | 2020 | 598  |                |  |
| 1971 | 322     | 432         | 210         | 2021 | 606  |                |  |
| 1990 | 203     | 368         | 151         | 2022 | 608  |                |  |
| 1995 | 203     | 344         | 138         | 2023 | 598  |                |  |
| 2000 | 209     | 346         | 140         | 2024 | 603  |                |  |

- Gebietsstand des jeweiligen Jahres, Einwohnerzahl: Stand 31. Dezember (ab 1991),[5][6][7] ab 2011 auf Basis des Zensus 2011, ab 2022 auf Basis des Zensus 2022

## Politik

### Gemeindevertretung
Die Gemeindevertretung von Märkische Höhe besteht aus acht Gemeindevertretern und dem ehrenamtlichen Bürgermeister. Die Kommunalwahl am 26. Mai 2019 führte zu folgendem Ergebnis:
| Wählergruppe                      | Sitze 2003 | Sitze 2008 | Sitze 2014 |  | Sitze 2019 | Stimmenanteil 2019 |
| --------------------------------- | ---------- | ---------- | ---------- |  | ---------- | ------------------ |
| Gemeinsam für Märkische Höhe      | –          | –          | –          |  | 4          | 46,0 %             |
| Zukunft Märkische Höhe            | –          | –          | –          |  | 3          | 35,2 %             |
| Einzelbewerberin Käte Roos        | –          | –          | –          |  | 1          | 14,4 %             |
| Einzelbewerber Horst Schulz       | –          | –          | –          |  | –          | 04,4 %             |
| Reichenberger Wählergemeinschaft  | 4          | 4          | 3          |  | –          | –                  |
| Wählergemeinschaft Batzlow        | –          | –          | 3          |  | –          | –                  |
| Freiwillige Feuerwehr Ringenwalde | 2          | 2          | 2          |  | –          | –                  |
| Einzelbewerber                    | 2          | 2          | –          |  | –          | –                  |
| Insgesamt                         | 8          | 8          | 8          |  | 8          | 100 %              |

### Bürgermeister
- 2003–2019: Jens Derwis[12]
- 2019–2024: Stefan Neumann (Zukunft Märkische Höhe)[13]
- seit 2024: Käte Roos (Einzelbewerberin)

Roos wurde in der Bürgermeisterwahl am 9. Juni 2024 bei einer Gegenkandidatin mit 71,2 % der gültigen Stimmen für eine Amtszeit von fünf Jahren zur ehrenamtlichen Bürgermeisterin gewählt.

## Sehenswürdigkeiten
In der Liste der Baudenkmale in Märkische Höhe stehen die in der Denkmalliste des Landes Brandenburg eingetragenen Baudenkmale.
Im Gemeindeteil Julianenhof gibt es ein Fledermaus-Museum.

## Verkehr
Die Landesstraße L 34 von Strausberg nach Altfriedland führt durch das Gemeindegebiet.

## Persönlichkeiten
- Walter Draeger (1888–1976), Komponist, in Batzlow geboren
- Karl-Heinz Lehmann (* 1957), Judoka, in Reichenberg geboren